# میگلوستات
میگلوستات (انگلیسی: Miglustat) دارویی است که برای درمان نوع ۱ بیماری گوشه بکار می‌رود.

## موارد استفاده
این دارو برای درمان موارد خفیف تا متوسطِ «بیماری گوشه نوع ۱» در بالغینی بکار می‌رود که جایگزینی آنزیم در آنها مقدور نیست یا آنزیم‌درمانی برایشان مناسب نیست. میگلوستات در سال ۲۰۰۲ در اروپا و در سال ۲۰۰۳ در ایالات متحده آمریکا از سوی سازمان غذا و دارو مورد تأیید و پذیرش واقع شد.
این دارو همچنین نخستین دارویی است که برای درمان عوارض نورولوژیک پیشرونده در بیماری نیمن پیک، نوع سی (NPC) بکار گرفته شده و در اروپا (۲۰۰۹)، کانادا (۲۰۱۰) و ژاپن (۲۰۱۲) بدین منظور تأیید شده‌است. البته چنین استفاده‌ای هنوز در ایالات متحده آمریکا مورد پذیرش واقع نشده و سازمان غذا و دارو به‌دنبال شواهد بیشتری است.

## موارد منع مصرف
افرادی که دچار بیماری‌های مغز و اعصاب یا مشکلات کلیوی هستند، زنان باردار و همچنین مردان یا زنانی که قصد دارند بچه‌دار شوند، نباید میگلوستات مصرف کنند.

## عوارض جانبی
عوارض جانبی جدی در این دارو شاملِ درد، سوزش، بی‌حسی و سوزن‌سوزن شدنِ دست‌ها، بازوها و پاها، لرزش غیرقابل‌کنترل دست‌ها، تغییرات بینایی و احتمال خونریزی است.
عوارض شایع عبارتند از عوارض گوارشی (اسهال، دل‌آشوب، نفخ و گاز شکم، بی‌اشتهایی، یبوست)، خشکی دهان، مشکلات عضلانی (ضعف، کرامپ و گرفتگی ماهیچه بخصوص در پاها، احساس سنگینی در دست‌ها و پاها، عدم استواری بدن هنگام راه رفتن)، پشت‌درد، گیجی، عصبی‌شدن، سردرد، اختلالات حافظه و قاعدگی نامنظم یا دشوار.

## نحوهٔ کارکرد
میگلوستات از تشکیل مادهٔ گلوکوسربروزید (که در اثر ناتوانی آنزیم گلوکوسربروزیداز رخ می‌دهد) جلوگیری می‌کند که به اینگونه درمان، «درمان از طریق کاهش سوبسترا» می‌گویند. 